# Артур (Айова)
Артур (англ. Arthur) — місто (англ. city) в США, в окрузі Іда штату Айова. Населення — 222 особи (2020).

## Географія
Артур розташований за координатами 42°20′7″ пн. ш. 95°20′49″ зх. д. / 42.33528° пн. ш. 95.34694° зх. д. (42.335361, -95.346940).  За даними Бюро перепису населення США в 2010 році місто мало площу 0,39 км², уся площа — суходіл.

## Демографія
Згідно з переписом 2010 року, у місті мешкало 206 осіб у 95 домогосподарствах у складі 60 родин. Густота населення становила 523 особи/км².  Було 113 помешкання (287/км²).
Расовий склад населення:
| - 98,1 % — білих - 0,5 % — чорних або афроамериканців - 1,5 % — осіб інших рас |

До двох чи більше рас належало 0,0 %. Частка іспаномовних становила 1,5 % від усіх жителів.
За віковим діапазоном населення розподілялося таким чином: 20,9 % — особи молодші 18 років, 57,3 % — особи у віці 18—64 років, 21,8 % — особи у віці 65 років та старші. Медіана віку мешканця становила 47,5 року. На 100 осіб жіночої статі у місті припадало 94,3 чоловіків;  на 100 жінок у віці від 18 років та старших — 94,0 чоловіків також старших 18 років.
Середній дохід на одне домашнє господарство  становив 47 943 долари США (медіана — 40 833), а середній дохід на одну сім'ю — 57 152 долари (медіана — 54 375). За межею бідності перебувало 3,8 % осіб, у тому числі 3,6 % дітей у віці до 18 років та 6,9 % осіб у віці 65 років та старших.
Цивільне працевлаштоване населення становило 98 осіб. Основні галузі зайнятості: виробництво — 21,4 %, освіта, охорона здоров'я та соціальна допомога — 21,4 %, фінанси, страхування та нерухомість — 12,2 %, транспорт — 11,2 %.

## Економіка
Місто є портом на річці Міссісіпі.
Розвинені галузі промисловості: чорна металургія, машинобудування (в тому числі завод компанії Deere & Company), харчова промисловість.